# Altona 93
Altonaer Fußball-Club von 1893 (AFC), conegut popularment com Altona 93, és un club de futbol alemany d'accionariat popular amb seu al districte d'Altona de la ciutat d'Hamburg. L'equip de futbol és una secció d'un club esportiu més gran que disposa també d'handbol, karate, voleibol i roller derby.

## Història
Va ser fundat el 29 de juliol de 1893 amb el nom d'Altonaer Cricketclub per un grup d'estudiants que també van demostrar un interès primerenc pel futbol. El 1894, el club va passar a anomenar-se Altonaer Fussball und Cricket Club i, més tard, Altonaer Fussball Club.
Altona 93 és un dels clubs de futbol més antics d'Alemanya: van formar part de la lliga de futbol Altona-Hamburg formada el 1894, i és un dels clubs fundadors de l'Associació Alemanya de Futbol a Leipzig el 1900. El 1903, el seu camp va acollir la primera final del campionat nacional alemany jugada entre el VfB Leipzig i el DFC Praga. El partit va ser arbitrat pel jugador de l'AFC Franz Behr.
L'any 1919, el club es va fusionar amb l'Altonaer TS 1880 en una unió que va durar fins al 1922, temps durant el qual van ser coneguts com a VfL Altona. Després de la ruptura, l'equip va jugar com a Altonaer FC 1893 VfL. Una altra fusió l'any 1938 amb el Borussia 03 Bahrenfeld va crear l'Altonaer FC 93 Borussia.
Després de la Segona Guerra Mundial, el club va reprendre el joc a la Stadtliga Hamburg abans d'assolir l'ascens a la primera Oberliga Nord. Els seus millors resultats van ser la tercera posició del campionat el 1954 i 1958, i aparicions a semifinals a la Copa alemanya de futbol el 1955 i 1964. Després de la formació de la Bundesliga el 1963-64, es va trobar a la segona categoria on va jugar fins al 1968. Entre 1969 i 1981 va jugar entre tercera i quarta divisió abans de descendir a la Landesliga Hamburg-Hammonia (V). Van recuperar el seu antic nom, Altona FC, el 1979. El club ha pujat i baixat entre el tercer i el cinquè nivell des de mitjans dels anys 1980. Actualment, el club torna a jugar a la Regionalliga Nord després de l'ascens el 2019.
Altona 93 té un nombre important de seguidors locals, amb la tercera base d'aficionats més gran d'Hamburg. Els seus orígens són semblants al del FC St Pauli i, per tant, l'afició adopta una posició política d'esquerres semblant, fet que fa que hi hagi poques tensions entre els dos equips locals, però sí que disputen un derbi local amb l'Hamburger SV.
Des de 1909 l'equip juga a l'AFC-Kampfbahn, rebatejat com a Adolf-Jäger-Kampfbahn (AJK) el 1944. Jäger va ser assassinat intentant desactivar una bomba aliada a Altona mentre treballava com a voluntari. La instal·lació té una capacitat de 8.000 espectadors (1.500 seients). El primer campionat nacional d'Alemanya es va jugar al recinte original del club, Exerzierweide, al barri de Bahrenfeld (conegut avui com a Schnackenburgallee) el 31 de maig de 1903.